# Ференц Шипош
Ференц Шипош (мађ. Sipos Ferenc; Будимпешта, 13. децембар 1932 — Будимпешта, 17. март 1997) био је мађарски фудбалер и тренер.
Током своје клупске каријере играо је за МТК и Хонвед. Одиграо је 77 утакмица и постигао 1 гол за мађарску фудбалску репрезентацију од 1957. до 1966. године, а учествовао је на ФИФА-ином светском првенству 1958. године, ФИФА-ином светском купу 1962. године, Купу европских нација 1964. године и ФИФА-ином светском првенству 1966. године.